# Wensleydale
Wensleydale, anticamente Yoredale, è una delle vallate delle Yorkshire Dales, a est dei Monti Pennini del North Yorkshire, in Inghilterra. È percorsa dal fiume Ure e si estende per circa 40 chilometri da ovest a est. Confina a sud con la vallata di Wharfedale e a nord con quella di Swaledale.
A differenza di molte altre Yorkshire Dales, Wensleydale non prende il nome dal fiume che la attraversa, bensì dal villaggio di Wensley, un tempo città di mercato. La maggior parte della valle si trova all'interno del Parco nazionale delle Yorkshire Dales e la zona sotto East Witton, che comprende l'area sud di Wensleydale, si trova all'interno dell'Area of Outstanding Natural Beauty di Nidderdale.

## Storia
A partire dal quattordicesimo secolo, Wensleydale venne abitata dal clan Metcalfes, emigrato dalla vallata di Dentdale e divenuto uno dei più famosi dello Yorkshire. Sir James Metcalfe (1389-1472), che nacque e visse a Wensleydale, era un capitano dell'esercito che combatté con il re Enrico V nella battaglia di Azincourt del 1415. Suo figlio Thomas fece erigere il maniero fortificato di Nappa Hall, vicino ad Askrigg. Oggi, Metcalfe è uno dei cognomi più comuni nello Yorkshire. Nel 1568 Maria Stuarda venne imprigionata nel locale castello di Bolton sotto la custodia di Francis Knollys. La tradizione vuole che la sovrana riuscì a fuggire dalla fortificazione e si diresse verso la località di Leyburn, ma venne catturata in un'area oggi nota come "Queen's Gap".

## Geografia

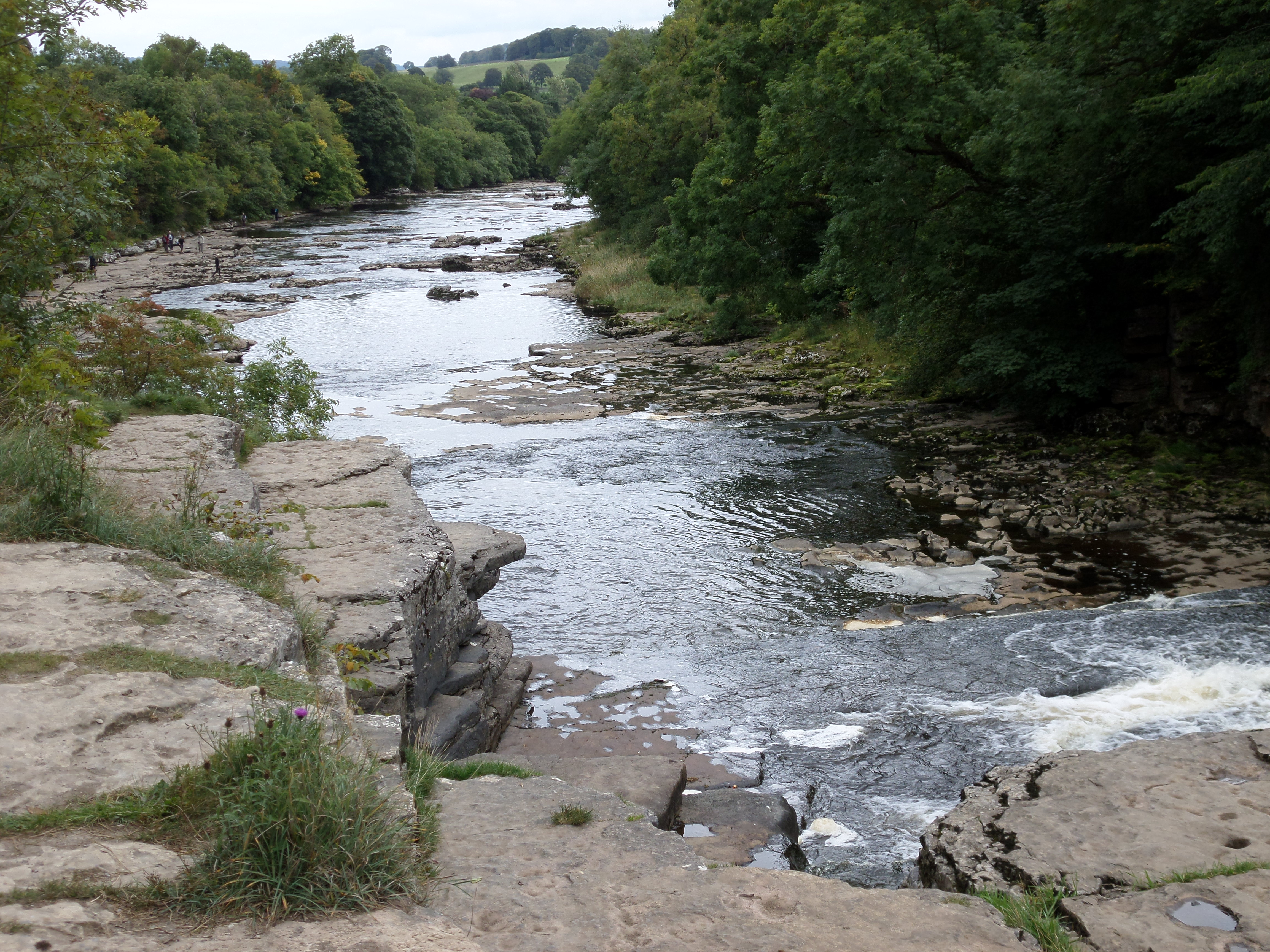
Il fiume Ure

I principali insediamenti di Wensleydale sono i villaggi di Leyburn, Hawes, Aysgarth, Bainbridge e Middleham. Il fiume Bain, il più corto dell'Inghilterra, collega il lago Semerwater al fiume Ure. A Wensleydale si trovano inoltre diverse pittoresche cascate fra cui la Hardraw Force, i cui trenta metri di altezza la rendono la più alta di tutta l'Inghilterra, e le Aysgarth Falls, che sono state inquadrate nei film Robin Hood - Principe dei ladri (1991) e Cime tempestose (1992). Nella zona sud est di Wensleydale, il fiume Ure cambia nome in Ouse, attraversa York, diventa l'estuario dell'Humber, passa per Hull, Immingham e Grimsby prima di sfociare nel Mare del Nord. I suoi affluenti sono lo Swale, il Nidd, l'Aire, il Derwent e il Trent.

## Cultura e turismo

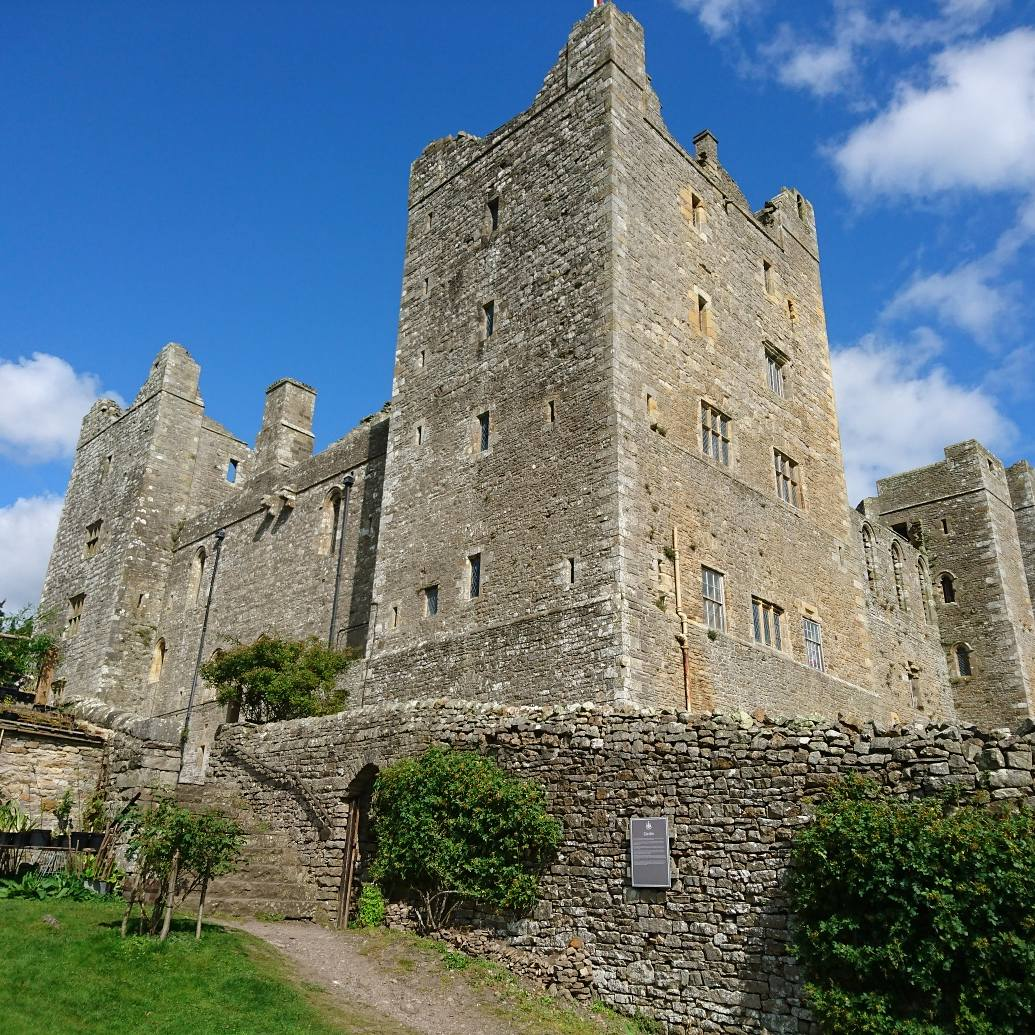
Il castello di Bolton

Diverse aree di Wensleydale attraggono i turisti. Oltre ai paesaggi naturali della zona e una ferrovia turistica, vi è il paese di Hawes, in cui è possibile visitare il Museo della campagna di Dales e che presenta numerosi bar e negozi. Il paese è anche noto per la produzione del formaggio Wensleydale, tutelato dall'Unione europea. Altra attrazione dell'area di Wensleydale è il Dales Countryside Museum dello Yorkshire Dales National Park. Fra i monumenti storici di maggior interesse turistico vi sono invece il castello di Bolton, situato nel villaggio di Castle Bolton e risalente alla fine del quattordicesimo secolo e quello di Middleham, il più grande nel nord dell'Inghilterra e noto per essere stato il luogo in cui è stato allevato Riccardo III d'Inghilterra. Altra attrazione storica di Wensleydale sono i resti dell'antico forte romano di Bainbridge, che copre un'area di circa un ettaro. Ogni agosto, i visitatori e la gente del posto si riuniscono ai margini di Leyburn per il Wensleydale Agricultural Show, che offre una vasta gamma di eventi competitivi per animali da bestiame.

## Galleria d'immagini

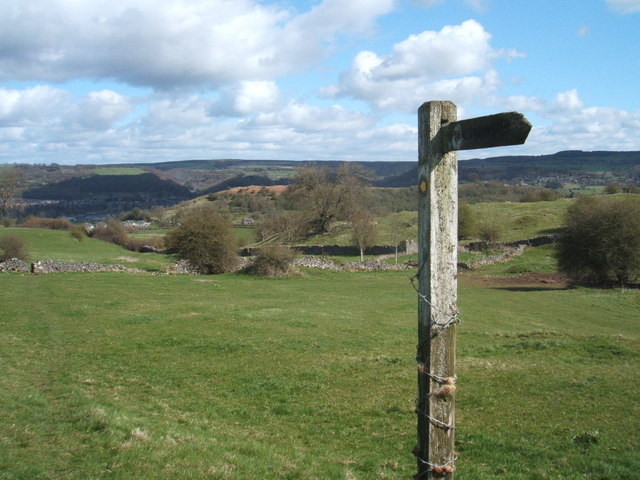
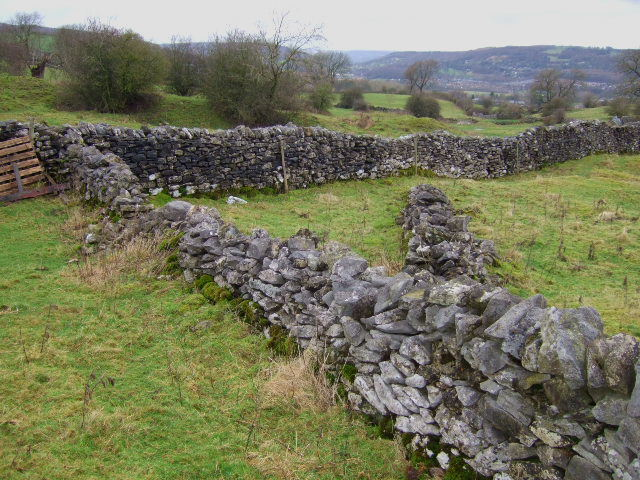
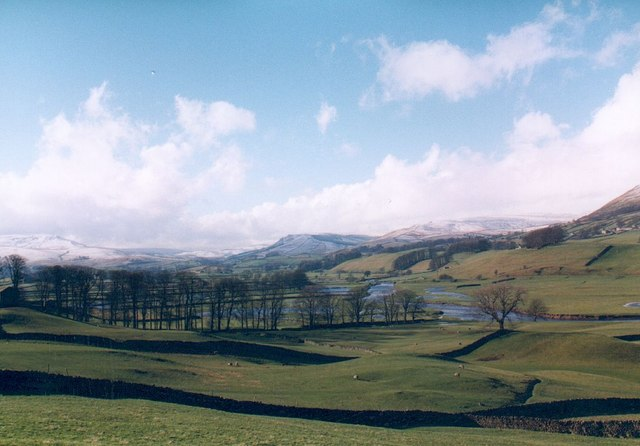
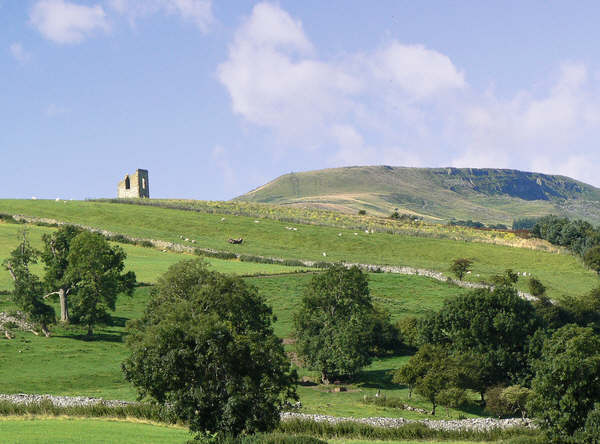
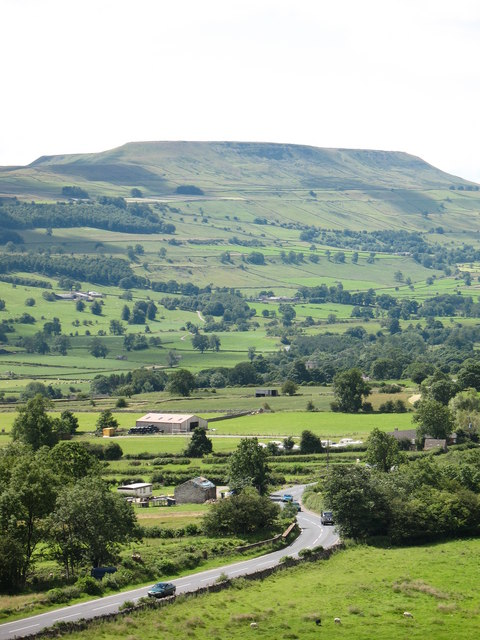